# Edwin Blum
Pour les articles homonymes, voir Blum.
Edwin Blum est un scénariste américain né le 2 août 1906 à Atlantic City, New Jersey (États-Unis), décédé le 2 mai 1995 à Santa Monica (États-Unis).

## Filmographie
- 1935 : Les Nouvelles Aventures de Tarzan
- 1938 : Tarzan et la déesse verte (pl) (Tarzan and the Green Goddess)
- 1938 : Le Proscrit (Kidnapped)
- 1939 : Les Aventures de Sherlock Holmes (The Adventures of Sherlock Holmes)
- 1940 : Jeunesse (Young People)
- 1941 : The Great American Broadcast (en)
- 1942 : Le Château des loufoques (The Boogie Man Will Get You) de Lew Landers
- 1943 : Henry Aldrich Gets Glamour
- 1944 : Le Fantôme de Canterville (The Canterville Ghost)
- 1945 : Man Alive (en)
- 1947 : L'Étoile des étoiles (Down to Earth)
- 1953 : Stalag 17
- 1953 : Le Bagarreur du Pacifique (South Sea Woman)
- 1954 : The Bamboo Prison
- 1957 : Rendez-vous avec une ombre (The Midnight Story)
- 1959 : Flor de mayo
- 1968 : Hawaï police d'État ("Hawaii Five-O") (série TV)